# 287374 Vreeland
287374 Vreeland este o planetă minoră (asteroid) din centura de asteroizi. A fost descoperită pe 2 noiembrie 2002 la Table Mountain Observatory⁠(d) de James Whitney Young⁠(d). 
Obiectul prezintă o orbită caracterizată de o semiaxă mare de 3,0207744724847 UAi, o excentricitate de 0,20632204840588, o înclinație de 0,22394475809153 ° în raport cu ecliptica.